# Марія Саксен-Альтенбурзька (1888—1947)
Марія Саксен-Альтенбурзька (нім. Marie von Sachsen-Altenburg, 6 червня 1888 — 12 листопада 1947) — принцеса Саксен-Альтенбурзька, герцогиня Саксонська, донька принца Саксен-Альтенбурзького Альберта та прусської принцеси Марії, дружина принца Ройсс-Кестрицького Генріха XXXV. 

## Біографія
Марія народилася 6 червня 1888 року у палаці Альбрехтсберг у Дрездені. Вона була другою дитиною та другою донькою в родині  принца Саксен-Альтенбурзького Альберта та його першої дружини Марії Прусської. Дівчинка мала старшу сестру Ольгу-Єлизавету. За два тижні після народження Марії матір пішла з життя.
Батько одружився вдруге, коли Марії було 3 роки. Мачухою стала герцогиня Олена Мекленбург-Штреліцька, яка все життя до цього провела у Санкт-Петербурзі. Спільних дітей у подружжя не було. До падчерок вона ставилася як до власних доньок. Разом із нею дівчата часто їздили до Росії, для них Олена винайняла вчителів російської мови та літератури. 
У 1896 році батько придбав маєток Серран, і родина більшу частину часу проводила там. У 1902 році Альберт помер від пневмонії.
У вересні 1908 року сестри були присутніми на весіллі своєї тітки Елеонора Ройсс-Кестрицької із царем Болгарії Фердинандом I. Свято, між іншими, також відвідав принц Генріх XXXV Ройсс-Кестрицький, із яким в майбутньому Марія заручилася. Про заручини було оголошено на початку 1911 року.
У 23-річному віці Марія взяла шлюб із 24-річним принцом Ройсс-Кестрицьким Генріхом XXXV. Весілля відбулося 20 квітня 1911 у Альтенбурзі. У шлюбі народила єдину доньку.
У 1920 році у Генріха почався роман із Марією Адельгейдою Ліппе-Бістерфельдською, дружиною свого старшого брата Генріха XXXII, які тільки-но одружилися. 4 березня 1921 року він оформив розлучення, а 12 квітня — побрався із Марією Адельгейдою.
Марія з донькою після розлучення проводили час у маєтках Серран та Ремплін, де на початку 1930-х оселилася Олена Мекленбург-Штреліцька.Померла принцеса 12 листопада 1947 року у Гамбурзі.

## Родина
Чоловік — Генріх XXXV Ройсс-Кестрицький
Діти:
- Марія Олена (1912—1933) — прожила 21 рік, одружена не була, дітей не мала.

## Джерала
- Русская ветвь Мекленбург-Стрелицкого Дома. Сборник трудов международной научной конференции. Спб, 2005.